# پائول هوروویتس
 پائول هوروویتس (انگلیسی: Paul Horowitz؛ زاده ۱۹۴۲) مهندس برق و فیزیک‌دان اهل ایالات متحده آمریکا است.
او در وهله نخست به عنوان یک طراح الکترونیک، و همچنین برای نقش وی در جستجوی هوش فرازمینی (به انگلیسی: Searching for Extra-Terrestrial Intelligence یا SETI) شناخته شده است.